# Těžká figura
Těžká figura je pojem v šachu, označující věž (přibližná hodnotou 5 pěšců) a dámu (přibližná hodnota 9 pěšců), tedy šachové figury s větší hodnotou. Ostatní figury (střelec a jezdec - obě s přibližnou hodnotou tří pěšců) jsou označovány jako lehké figury nebo prostě jen slovem figura. Pěšec není brán jako figura a u krále se hodnota neurčuje. Těžké figury se vyznačují větší hodnotou (pochopitelně též silou) než lehké figury (odtud vychází i označení).